# Pozitivní dezintegrace
Teorie pozitivní dezintegrace (TPD) je pojetí rozvoje osobnosti od polsko-kanadského psychologa Kazimierze Dąbrowskiho. Oproti mainstreamové psychologii tento koncept považuje psychické napětí a úzkost za nezbytné pro osobní růst a nevidí je výhradně jen jako negativní jevy. Tyto „dezintegrační“ procesy mohou být za určitých okolností považovány za „pozitivní“, jestliže vedou k rozvoji osobnosti. Vstup do dezintegrace a do následných vyšších procesů vývoje se děje skrze vývojový potenciál. Podstatnou roli zde hraje mimo jiné hypersenzitivita, Dąbrowski používá termín nadměrná vzrušivost (anglicky overexcitability, polsky nadpobudliwość) a vyjmenovává celkem pět druhů této vlastnosti – emoční, smyslová, intelektuální, imaginativní a psychomotorická.
Na rozdíl od jiných teorií vývoje, jako jsou například Eriksonovy fáze psychosociálního vývoje, se v případě TPD nepředpokládá, že by většina lidí postoupila všemi úrovněmi. Teorie pozitivní dezintegrace rovněž není teorií stádií a jednotlivé úrovně nekorelují s věkem, stejně jako napětí a úzkosti nekorelují se zralostí. Lidé, kteří neprojdou pozitivní dezintegrací, se mohou zastavit ve fázi tzv. „primární integrace“ – mají sice individualitu, přesto však postrádají autonomní osobnost a zůstávají ovlivnitelní.

## Teorie
Dąbrowski začal teorii pozitivní dezintegrace vyvíjet už ve svých nejranějších polských pracích. Odráží se již v jeho doktorské práci o psychologických podmínkách sebevražd (1929), zárodky teorie obsahovala také jeho první práce v angličtině, Psychological bases of self-mutilation (1937; Psychologické základy sebepoškozování). Větší anglickou prací pak byla jeho kniha Positive Disintegration (1964). V ní již tvrdí, že klíčem k duševnímu růstu je mít silný „vývojový potenciál“, což je konstelace určitých psychologických faktorů. Silný vývojový potenciál často vede k dezintegraci stávajících psychologických struktur. Tyto dezintegrace umožňují jedinci volicionálně (tj. volně, vlastní vůlí) reorganizovat své priority a hodnoty, což vede k psychickému růstu. 
Dąbrowskiho teorie rozvoje osobnosti klade důraz na několik hlavních rysů, například:
- Osobnost není daná univerzální vlastnost. Musí být přímo vytvořena – tvarována – daným jednotlivcem, aby odrážela jeho vlastní jedinečný charakter (formování osobnosti).
- Osobnost se rozvíjí v důsledku působení vývojového potenciálu. Ten mimo jiné zahrnuje nadměrnou vzrušivost (overexcitability). Ne každý člověk vykazuje dostatečnou nadměrnou vzrušivost k tomu, aby prošel pozitivní dezintegrací a tedy i procesem duševního růstu.
- Dąbrowski použil víceúrovňový přístup, aby popsal kontinuum vývojových úrovní pozorovaných v populaci.
- Vývojový potenciál jedince vytváří krize, projevující se silnými úzkostmi a depresemi – tzv. psychoneurózami –, které urychlují dezintegraci.
- Aby se osobnost mohla rozvíjet, musí se nejdříve rozpadnout (dezintegrovat) počáteční integrace, která je založená na primitivních instinktech a socializaci.
- Vývoj hierarchie individuálních hodnot – emočních reakcí – je podstatnou složkou rozvoje osobnosti a autonomie. V tom se Dąbrowskiho teorie odlišuje od většiny psychologických teorií, neboť v jeho přístupu emoce hrají hlavní roli.
- Při vytváření individuálního ideálu osobnosti (jenž funguje jako cíl individuálního rozvoje) vedou daného jedince emoční reakce.
- Jednotlivec musí zkoumat svou podstatu a rozvíjet svůj vlastní a jedinečný ideál osobnosti. Na základě tohoto ideálu pak může činit existenciální volby, které zdůrazňují ty aspekty já, které jsou vyšší a „více já“. Obdobně omezuje ty aspekty, které jsou nižší nebo „méně já“. Takto jedinec vytváří autentické já založené na své základní esenci.
- Mezi další zásadní a nezbytné složky individuálního rozvoje patří: sebevzdělávání, dynamismus subjekt-objekt v mysli jedince, ideál osobnosti, sebezdokonalování a autopsychoterapie.

### Faktory rozvoje osobnosti
Dąbrowski zpozoroval, že většina lidí stráví své životy ve stavu primární (primitivní) integrace. Jsou převážně vedeni biologickými impulsy („první faktor“) a/nebo nekritickým schválením a dodržováním společenských konvencí („druhý faktor“). Tuto počáteční integraci nazval Dąbrowski úroveň I. Na této úrovni neexistuje žádné skutečné individuální vyjádření autonomního lidského já (self). Lidé na úrovni I proto nemají žádnou autonomní osobnost, spíše projevují Nietzscheovu ideu stádní osobnosti. Individuální projev osob na úrovni I je ovlivněn a omezen těmito dvěma faktory.
První faktor usměrňuje energii a talenty jedince pouze k dosažení sebeúčelných cílů, jež jsou odrazem „nižších instinktů“ a biologického ega. Primárním zaměřením je zde základní přežití a prosazování vlastní osoby. Druhý faktor, kterým je sociální prostředí a tlak vrstevníků, zase omezuje individuální projev a kreativitu tím, že podporuje pohled jedincovy sociální skupiny na život a odrazuje jej od individuálního myšlení a vyjádření. Druhý faktor externalizuje hodnoty a morálku, tedy externalizuje i svědomí. Sociální síly utvářejí jedincova očekávání. Chování, nadání a kreativita jedince jsou druhým faktorem usměrňovány do forem, které následují a podporují stávající sociální prostředí. Jelikož je svědomí odvozeno z vnějšího sociálního kontextu, platí, že pokud společnost zastává etické normy, pak i lidé ovlivnění druhým faktorem se budou chovat eticky. Pokud se však společnost najednou stane zkaženou, lidé silně ovlivnění druhým faktorem jí nebudou oponovat. Socializace bez zkoumání individuality vede k rutině a robotické existenci (viz např. pojem "robopath" popsaný rakouským biologem Ludwigem von Bertalanffym). Reakce takového jedince nejsou jedinečné, nýbrž jsou založeny na sociálních kontextech. Dąbrowski tvrdí, že lidé motivovaní primárně druhým faktorem reprezentují významnou většinu běžné populace.
Dąbrowski cítil, že společnost jako celek je do velké míry ovlivněna zmiňovanými dvěma nižšími faktory a lze ji charakterizovat jako fungující na úrovni I. Její vnější hodnotový systém zbavuje jednotlivce veškeré individuální odpovědnosti. Dąbrowskii také popsal skupiny lidí, jež vykazují odlišný vývojový směr: individualizovanou vývojovou dráhu. Takoví lidé se vymaní z automatického, naučeného, socializovaného pohledu na život (Dąbrowski to nazývá negativní přizpůsobení) a procházejí celou řadou osobních dezintegrací. Dąbrowski pohlížel na tyto rozpady jako na klíčový prvek v celkovém vývojovém procesu. Jsou to právě krize, které zpochybňují status quo a způsobují, že lidé přehodnocují sebe, své ideje, hodnoty, myšlenky, ideály atd.
Pokud vývoj pokračuje, pak jedinec rozvíjí hierarchickou strukturu hodnot (tzv. pozitivní přizpůsobení), která je individualizovaná, vědomá a kriticky vyhodnocovaná. Tato hierarchie hodnot působí jako měřítko, podle kterého nyní jedinec nahlíží na všechny věci. Vyšší hodnoty vnitřní hierarchie jednotlivce přecházejí do jeho přímého chování a už nejsou založeny na externích společenských mravech. Tyto vyšší individuální hodnoty charakterizují případnou sekundární integraci, která již odráží individuální autonomii a značí příchod ryzí lidské osobnosti. Na této nejvyšší úrovni (úroveň V, sekundární integrace) jedinec rozvíjí svou vlastní vizi toho, jaký by měl život být, a tak jej i žije. Tato vyšší úroveň se pojí se silnými individuálními přístupy ke kreativitě a řešení problémů. Nadání a kreativita jedince se uplatňují ve službách těchto vyšších individuálních hodnot a vizí, jaký by mohl být život – jaký by měl být svět. Osoba vyjadřuje svou „novou“ autonomní osobnost energicky skrze akci, umění, sociální změnu a tak dále.

### Vývojový potenciál
Pokročilý vývoj je často viděn u těch lidí, kteří vykazují silný vývojový potenciál. Vývojový potenciál představuje konstelaci genetických rysů. Může být pozitivní nebo negativní, a také může být silný nebo slabý. Pokud je vývojový potenciál silný, pak jsou vstupy vnějšího prostředí jen minimální. Pokud je tento potenciál naopak slabý, bude vnější prostředí hrát zásadní roli. Do vývojového potenciálu je začleněno mnoho faktorů, nicméně Dąbrowski klade důraz na tři hlavní aspekty: nadměrná vzrušivost, specifické schopnosti a talenty jedince a zatřetí pak silný pud (drive) vůči autonomnímu růstu, což je vlastnost, kterou Dąbrowski nazývá „třetí faktor“.

#### Nadměrná vzrušivost (overexcitability)
Nejzřetelnějším aspektem vývojového potenciálu je nadměrná vzrušivost (NV). Jedná se o zvýšené fyziologické prožívání stimulů vyplývající ze zvýšených neuronálních citlivostí. Čím větší je jedincova NV, tím intenzivnější jsou v jeho životě každodenní zážitky. Dąbrowski nastínil pět forem NV: psychomotorická, smyslová, imaginativní, intelektuální a emocionální. Tyto nadměrné vzrušivosti, zejména poslední tři zmíněné, často způsobují, že člověk prožívá každodenní život intenzivněji a hluboce pociťuje extrémy radostí a strastí života. Při studiu osobností Dąbrowski zjistil, že právě nadměrná vzrušivost byla klíčovou součástí jejich vývojových a životních zkušeností. Tito lidé jsou řízeni a poháněni svým hodnotovým „kormidlem“, svou zkušeností s emocionální NV. V kombinaci s imaginativní NV a intelektuální NV pak mají tito lidé silné a víceúrovňové vnímání světa.
Přestože mají jednotlivé NV své základy v nervovém systému, projevují se psychologicky prostřednictvím vývoje struktur, které odrážejí vznikající autonomní já. Nejdůležitější z těchto konceptualizací jsou dynamismy. Dle Dąbrowského pojetí jde o biologické či mentální síly, které ovládají chování a jeho vývoj. Jsou to instinkty, pudy a intelektuální procesy v kombinaci s emocemi. S tím, jak vývoj jedince pokračuje, tyto dynamismy stále více zrcadlí jeho pohyb k autonomii.

#### Schopnosti a talenty
Druhým aspektem vývojového potenciálu jsou jedincovy specifické schopnosti a talenty. Ty mají tendenci sloužit jeho aktuální úrovni vývoje. Jak již bylo nastíněno, lidé na nižších úrovních využívají své talenty k podpoře egocentrických cílů nebo ke šplhání po společenském či firemním žebříčku. Na vyšších úrovních se specifické talenty a schopnosti stávají důležitou silou. Jsou usměrňovány hierarchií jedincových hodnot k vyjádření a dosažení jeho vlastní vize ideální osobnosti a jeho pohledu na to, jaký by měl být svět.

#### Třetí faktor
Třetí aspekt vývojového potenciálu je jednoduše označován jako „třetí faktor“ (kde prvním faktorem jsou vrozené předpoklady a druhým faktorem jsou společenské vlivy). Je jím myšlen pud (drive) k individuálnímu růstu a autonomii. Třetí faktor má kritický význam, protože zaprvé uplatňuje jedincův talent a kreativitu k autonomnímu vyjádření a zadruhé poskytuje motivaci usilovat v životě o víc – představovat si cíle, které jsou momentálně mimo dosah, a snažit se jich dosáhnout. 
Dąbrowski jasně rozlišuje třetí faktor od svobodné vůle. Cítil, že "svobodná vůle" nejde dostatečně daleko při zachycení motivujících aspektů, které on přisuzoval třetímu faktoru. Jednotlivec může například uplatnit svobodnou vůli a prokázat nějakou menší motivaci k růstu nebo ke změně jakožto jednotlivec. Třetí faktor konkrétněji popisuje onu motivaci – motivaci stát se sám sebou. Tato motivace je mnohdy tak silná, že v některých situacích v sobě může jedinec zpozorovat potřebu se vyvíjet a při tom se zároveň vystavit velkému ohrožení. Tento pocit „musím být sám sebou“, obzvláště když to má být „za každou cenu“ a když je pocit vyjádřen jako silný motivátor pro sebe-růst, je mimo obvyklou konceptualizaci připisovanou svobodné vůli.
Osoba, jejíž vývojový potenciál je dostatečně vysoký, obecně projde dezintegrací, a to i přes jakékoli vnější sociální či rodinné snahy tomu zabránit. Člověk, jehož vývojový potenciál je velmi nízký, obecně nepodstoupí dezintegraci (nebo pozitivní osobnostní růst) ani v příznivém prostředí.
Zdá se, že pojem nadměrné vzrušivosti, který Dabrowski popisuje, byl nezávisle na něm vyvinut americkou psycholožkou Elaine Aron (viz Vysoce citlivá osoba). Detaily jejího přístupu se však podstatně liší od Dąbrowskiho, svůj koncept veřejně představila až v 90. letech, tedy mnoho let po jeho smrti.

#### Vývojové překážky
Dąbrowski nazval nadměrnou vzrušivost „tragickým darem“, aby dal najevo, že cesta člověka se silnými "přecitlivělostmi" není hladká ani snadná. Potenciál zažít velké výšky je zároveň potenciálem zažít velké hlubiny. A v obdobném duchu potenciál k vyjádření velké kreativity v sobě nese pravděpodobnost, že nadaný jedinec zažije velké množství osobních konfliktů a stresu. Tento stres pohání vývoj, ale zároveň je výsledkem vývojových konfliktů, vnitřně psychických i sociálních. V akutních fázích tohoto stresu je významným rizikem sebevražda. Izolace, kterou tito lidé často zažívají, může také zvýšit riziko sebepoškozování.
Dąbrowski obhajoval autopsychoterapii. Vzdělával jedince ve své teorii a v dezintegračním procesu, aby jim poskytl kontext, ve kterém porozumí svým intenzivním pocitům a potřebám. Dąbrowski navrhoval poskytnout lidem podporu v jejich úsilí se vyvíjet a nalézt své sebevyjádření. Děti a dospělí s vysokým vývojovým potenciálem (a nadměrnou vzrušivostí) si musí najít vlastní cestu a kráčet po ní, často za vysokou cenu nezapadnutí mezi své sociální vrstevníky, a dokonce i do své vlastní rodiny. V jádru autopsychoterapie stojí uvědomění, že nikdo nemůže nikomu jinému ukázat „správnou“ cestu. Každý si musí najít svou cestu sám pro sebe. V narážce na rytíře kulatého stolu hledající legendární svatý grál jungiánský analytik Joseph Campbell údajně řekl: „Pokud v lese existuje cesta, nechoďte po ní, neboť i když ke grálu zavedla někoho jiného, vás tam nedovede, protože to není vaše cesta."

## Úrovně
První a pátá úroveň se vyznačují psychologickou integrací, harmonií a jen malým vnitřním konfliktem. Na základní úrovni I existuje jen malý vnitřní konflikt, protože téměř každé chování je oprávněné, odůvodněné – buď je pro jednotlivce dobré, a je tedy „správné“, nebo jej jedincova společnost schvaluje, a je tedy opět „správné“. V obou případech jedinec jedná s vysokou mírou sebevědomí tak, jak si myslí, že by to udělal kdokoli jiný, a dělá to, co každý „má dělat“. Na nejvyšší úrovni V rovněž není vnitřní konflikt, avšak tentokrát z poněkud jiných důvodů. Vše, co tento člověk dělá, je v souladu s jeho vlastním vnitřním smyslem pro hodnoty. Nicméně co se týče vnějších konfliktů, k těm často dochází na obou zmíněných úrovních.
Mezi tím jsou úrovně II, III a IV. Ty popisují různé stupně a typy dezintegrace – jednoúrovňová (II), víceúrovňová spontánní (III) a víceúrovňová řízená dezintegrace (IV).
Dąbrowski dal velmi jasně najevo, že úrovně, které prezentuje, „představují heuristické zařízení“. V procesu vývoje struktur mohou vedle sebe existovat i dvě nebo dokonce tři sousedící úrovně, ačkoli je nutno chápat, že existují v konfliktu. Tento konflikt lze považovat za vyřešený tehdy, pokud je jedna ze struktur odstraněna, nebo pokud se alespoň dostane pod úplnou kontrolu jiné struktury. 

### Úroveň I: Primární integrace
První úroveň se nazývá primární integrace nebo také primitivní integrace. Lidé na této úrovni jsou často ovlivněni primárně buď silami prominentního prvního faktoru (dědičnost/impulzy) a/nebo druhým faktorem (sociální prostředí). Většina lidí na úrovni I je integrována na environmentální nebo sociální úrovni (Dąbrowski je nazval takzvanými průměrnými lidmi). Nicméně mnoho lidí také projeví odstíny jak impulsu tak i socializace. Dąbrowski ještě rozlišil dvě podskupiny úrovně I takto: „stav primární integrace je stav odporující duševnímu zdraví. Průměrný člověk má docela vysoký stupeň primární integrace; obzvláště vysoký stupeň primární integrace je pak přítomen u psychopatů." Vyznačujíce se sobectvím a egocentrismem (jak zdrženlivým, tak explicitním), lidé na úrovni I obecně hledají především sebe-naplnění nadevše ostatní. Svou honbu za sebestřednými cíli ospravedlňují myšlením typu "je to všechno o mě"; nebo jednodušeji řečeno, pevně se drží fráze „účel světí prostředky“, někdy i bez ohledu na závažnost těchto „prostředků“. Do této kategorie často spadá mnoho lidí, kteří jsou považováni za „vůdce“.
Naprostá většina lidí buď svoji primitivní integraci vůbec nikdy "nezboří", nebo u nich dojde jen k relativně krátké fázi dezintegrace, která však nemá za následek transformaci celé mentální struktury. Zpravidla se tak děje v období dospívání a raného mládí, kdy dočasné "poboření" struktur končívá reintegrací zpět na původní úroveň I, případně částečnou integrací některých funkcí na mírně vyšších úrovních. Nicméně soudí se, že i primární integrace u průměrného člověka může mít jistou hodnotu vzhledem ke stabilitě a předvídatelnosti dotyčného, a pokud je navíc doplněna laskavostí a dobrou vůlí, pak mohou takové osoby také poskytovat podporu a stabilitu těm, kdo prožívají dezintegraci.

### Úroveň II: Jednoúrovňová dezintegrace
Výraznou vlastností této úrovně je počáteční, krátká a mnohdy intenzivní krize nebo série krizí. Krize jsou spontánní a vyskytují se pouze na jedné úrovni. Tyto krize zahrnují alternativy, které se sice mohou zdát odlišné, ale v konečném důsledku jsou stále na stejné úrovni.
Jednoúrovňová dezintegrace typicky nastává během vývojových krizí, jako je například puberta nebo menopauza, v obdobích náročného zvládání stresující vnější události nebo za psychologických podmínek, jako je nervozita a neuróza (Dabrowski používá již zastaralý termín psychoneuróza, který v jeho době mohl nést poněkud odlišné významy). Jednoúrovňová dezintegrace sestává z procesů na jediné strukturální a emocionální úrovni. Převládají zde automatické dynamismy s pouze mírnou přítomností sebe-vědomí a sebe-kontroly.
Konflikty na stejné (horizontální) úrovni produkují ambitendence a ambivalence. Jedince stejnou vahou přitahují rozdílné, leč rovnocenné volby na stejné úrovni (tj. ambitendence) a není schopen se rozhodnout, co dělat, neboť nevidí žádnou skutečnou přednost mezi danými volbami (tj. ambivalence). Jsou-li vývojové síly dostatečně silné, člověk je uvržen do existenciální krize: jeho sociální důvody již neobjasňují jeho vlastní zkušenosti a po ruce nejsou ani žádná jiná alternativní vysvětlení. Během této fáze je převládající emocí existenciální beznaděj. Řešení této fáze začne tehdy, když jedinec začne společenské mravy, které v něm zakořenily ze zvyku, rutiny a "nazpaměťování" nahrazovat individuálně zvolenými hodnotami a integruje je do nové hierarchie osobních hodnot. Tyto nové hodnoty jsou často v konfliktu s předchozími společenskými hodnotami daného člověka. Mnohá vysvětlení typu „tak se věci mají“ (status quo), naučená prostřednictvím vzdělání a pocházející ze společenského řádu, se pod vědomým, individuálním dohledem hroutí. To způsobuje více konfliktů zaměřených na analýzu vlastních reakcí vůči světu obecně a na analýzu chování sebe sama a druhých. Běžné druhy chování a etiky převládajícího společenského řádu začne jedinec považovat za neadekvátní, nesprávné nebo pokrytecké. Převládá pozitivní nepřizpůsobení (pozitivní maladjustace). Pro Dąbrowskiho tyto krize představují silný potenciál pro vývoj směrem k osobnímu růstu a duševnímu zdraví. Použije-li se pozitivní definice, pak duševní zdraví znamená mnohem víc než pouhou sociální konformitu: zahrnuje i pečlivé osobní zkoumání světa a vlastních hodnot, vedoucí k rozvoji individuální osobnosti.
Úroveň II je pochopitelně jen přechodné období. Dąbrowski řekl, že buď ustoupíte zpět (tj. reintegrace na nižší úroveň I), skončíte sebevraždou či psychózou, nebo postoupíte na úroveň III.
Přechod z úrovně II na úroveň III zahrnuje velice zásadní posun, který vyžaduje fenomenální množství energie. Toto období je křižovatkou vývoje: odtud jedinec musí buď postupovat (progres), nebo couvat (regres). Tuto přechodnou krizi zrcadlí boj mezi Dąbrowskiho třemi faktory: "Řídím se svými instinkty (první faktor), svými naukami (druhý faktor) nebo svým srdcem (třetí faktor)?" Vývojovou odpovědí je u jedince transformace nižších instinktů (automatické reakce jako je např. hněv) v pozitivní motivaci, rezistence vůči nazpaměťovaným a společenským odpovědím a naslouchání jeho vnitřnímu pocitu ohledně toho, co by měl dělat.

### Úroveň III: Spontánní víceúrovňová dezintegrace
Na úrovni III se ojevuje zcela nový typ konfliktu. Vedle zmiňovaného horizontálního konfliktu z II. úrovně se tentokrát objevuje vertikální konflikt. Je to konflikt mezi dvěma alternativami, které již nejsou rovnocené, ale existují na různých úrovních. V jejich srovnání je jedna alternativa rozpoznatelně vyšší a druhá nižší. Tyto vertikální konflikty zpočátku vyrůstají z nedobrovolného vnímání vyšších a nižších možností v životě. „Prostě na něco pohlédnete, možná už po tisící (abych použil slova G.K. Chestertona), a najednou vás to zasáhne – tuhle jednu věc najednou vidíte jinak, a jakmile se to stane, věci to změní. Už se nemůžete ‚vrátit a vidět to tak, jak jste to viděli předtím‘.“ Dąbrowski nazval tuto vertikální dimenzi víceúrovňovostí (multilevelness). Víceúrovňovitost je postupné uvědomování si „možnosti vyššího“ (Dąbrowskim často používané slovní spojení) a následných kontrastů mezi vyšším a nižším v životě. Tato vertikální srovnání často ilustrují nižší, aktuální chování člověka v kontrastu s vyššími, představovanými ideály a alternativními idealizovanými volbami. Dąbrowski věřil, že autentický jedinec si zvolí vyšší cestu jako tu jasnou a zřejmou k následování (čímž vymaže zmiňované ambivalence a ambitedence jednoúrovňových konfliktů). Pokud aktuální chování osoby následně zaostává za ideálem, pak často následuje vnitřní disharmonie a pud přehodnocovat a rekonstruovat svůj život. Víceúrovňovitost tak představuje nový a silný typ konfliktu, to jest konfliktu, který je vývojový.
Vertikální konflikty jsou rozhodující pro dosažení autonomie a pokročilého růstu osobnosti. Má-li člověk dosáhnout vyšších úrovní, musí u něj nezbytně nastat posun k víceúrovňovitosti. Pokud jedinec nemá vývojový potenciál pro takovéto přesunutí do víceúrovňového pohledu, pak spadne z krizí úrovně II a reintegruje se na úrovni I. V posunu k víceúrovňovitosti je horizontální (jednoúrovňový) model života typu podnět-odezva nahrazen vertikální a hierarchickou analýzou. Tento vertikální pohled je zakotven v jedincově vznikající individuální hodnotové struktuře, všechny události jsou viděny ve vztahu k osobním ideálům. Tyto ideály osobních hodnot se stávají ideálem osobnosti: jak chce člověk žít svůj život. Jestliže člověk začne události v životě vnímat ve vztahu k tomuto víceúrovňovému, vertikálnímu pohledu, stane se pro něj již nemožné podporovat pozice, které upřednostňují nižší směřování, jestliže lze identifikovat (nebo si představit) vyšší cíle.

### Úroveň IV: Řízená víceúrovňová dezintegrace
Na úrovni IV přebírá jedinec plnou kontrolu nad svým vývojem. Nedobrovolný spontánní vývoj úrovně III je nyní nahrazen záměrným, vědomým a sebe-řízeným přezkoumáním života z víceúrovňové perspektivy. Tato úroveň značí skutečné vynoření třetího faktoru, který Dąbrowski popsal také jako autonomní faktor „vědomé volby (valuace), podle které jedinec potvrzuje nebo odmítá určité kvality v sobě a ve svém okolí“. Člověk vědomě reviduje svůj stávající systém přesvědčení a snaží se v něm nahradit všechny své nižší automatické názory a reakce pečlivě promyšlenými, prozkoumanými a vybranými ideály. Tyto nové hodnoty se budou čím dál více odrážet v jeho chování. Toto chování se stává méně reaktivním, méně automatickým a naopak více záměrným s tím, jak volby chování začínají spadat pod vliv jedincových vyšších, zvolených ideálů.
Jedinec na úrovni IV přezkoumá a znovu přijme (re-akceptuje) vědomou internalizací společenské zvyklosti, jestliže je uzná za odpovídající. A obdobně, pokud to jedinec cítí jako vhodné, pak přezkoumá danou společenskou hodnotu a může ji odmítnout a nahradit vyšší alternativní hodnotou, tak jak ji sám vnímá. Jedincova sociální orientace odráží hlubokou odpovědnost založenou na intelektuálních a emocionálních faktorech. Na nejvyšších úrovních „jedinci tohoto druhu cítí odpovědnost za realizaci spravedlnosti a za ochranu druhých před újmou a nespravedlností. Jejich pocity odpovědnosti se rozšiřují téměř na vše." Tato perspektiva vyplývá z pohledu na život ve vztahu k jedincově vlastní hierarchii hodnot (víceúrovňový pohled) a následného ocenění potenciálu toho, jak by život mohl a měl být žit. Jedincovy nesouhlasy se světem (nižší úrovně) jsou vyjádřeny soucitně děláním toho, co zmůže, aby pomohl dosáhnout onoho „měl být“.
Vzhledem ke svému skutečnému (autentickému) prosociálnímu náhledu, lidé dosahující vyššího vývoje také pozvedají úroveň své společnosti. "Prosociální" zde přitom neznamená pouhou podporu existujícího společenského řádu; pokud je totiž společenský řád nižší a vy jste mu přizpůsobeni, pak tuto nízkost sami odrážíte (v Dąbrowskiho pojmosloví negativní přizpůsobení, vlastnost úrovně I). Zde na úrovni IV se termínem "prosociální" myslí ryzí kultivace sociálních interakcí založená na vyšších hodnotách. Spíše tomu bývá tak, že tyto prosociální pozice jsou často v rozporu se statem quo nižší společnosti (pozitivní nepřizpůsobení). Jinými slovy: nepřizpůsobit se společnosti nízké úrovně je pozitivní rys.

### Úroveň V: Sekundární integrace
Pátá úroveň zobrazuje integrovaný harmonický charakter, který se ale tentokrát výrazně liší od toho na úrovni I. Na této nejvyšší úrovni je jedincovo chování vedeno vědomými a pečlivě zvažovanými rozhodnutími, které jsou založeny na jedincově individualizované a zvolené hierarchii osobních hodnot. Chování zcela odpovídá jeho vnitřnímu standardu toho, jak by se měl život žít, a tudíž zde již nevznikají výraznější vnitřní konflikty.
Úroveň V se často vyznačuje kreativním vyjádřením. Zejména na této úrovni představuje umění a řešení problémů nejvyšší a nejušlechtilejší rysy lidského života. Umění zachycuje nejniternější emocionální stavy jedince a je založeno na hluboké empatii a porozumění daného tématu. Nezřídka je námětem těchto uměleckých děl lidské utrpení a oběť. Skutečně vizionářská díla, díla jedinečná a neotřelá, vytváří lidé vyjadřující vizi neomezovanou konvencemi. Pokroky ve společnosti prostřednictvím politiky, filozofie a náboženství jsou proto běžně spojovány se silnou individuální kreativitou či úspěchy.

## Aplikace

### Terapie
Teorie pozitivní dezintegrace má velice široký záběr a nabízí implikace pro mnoho oblastí. Jedno z hlavních uplatnění se samozřejmě vztahuje na psychologickou a psychiatrickou diagnostiku a léčbu. Dąbrowski obhajoval obsáhlou, multidimenzionální diagnostiku jedincovy situace, včetně jeho symptomů a vývojových potenciálů.

#### Symptomy a vývojový potenciál
Jestliže se jeví, že jedincova dezintegrace zapadá do vývojového kontextu, pak je daná osoba vzdělána v teorii a povzbuzena k tomu, aby zaujala vývojový pohled na svou situaci a zkušenosti. Spíše než aby byly symptomy eliminovány, jsou přeformulovány tak, aby poskytly vhled a porozumění do života a do jedinečné situace daného jedince.

#### Důležitost narativů
Dąbrowski ilustroval svou teorii prostřednictvím autobiografií a biografií osob, které zažily pozitivní dezintegraci. Nadané děti, suicidální teenageři nebo ztrápení umělci často zažívají rysy TPD. Pokud přijmou a pochopí význam svých intenzivních pocitů a krizí, mohou se posunout vpřed a nezhroutit se. Důležitou součástí autopsychotereaputického procesu je dokončení rozsáhlé autobiografie, která má jednotlivci pomoci získat perspektivu v pohledu na jeho minulost a přítomnost. V tomto procesu hraje terapeut velmi malou roli a působí spíše jako počáteční stimul než dlouhodobý terapeut. Dąbrowski žádal své klienty, aby četli jeho knihy a nahlédli, jak by myšlenky TPD mohly souviset s jejich vlastními životy.

#### Autopsychoterapie
Pro Dąbrowskiho je cílem terapie eliminovat terapeuta tím, že klientovi poskytne kontext, v jehož rámci si může porozumět a pomoci tak sám sobě. Takovýto přístup k terapii Dąbrowski nazval autopsychoterapie.  Klient je vybízen k tomu, aby se vydal na cestu sebepoznání s důrazem na hledání kontrastu mezi tím, co je v jeho osobnostní a hodnotové struktuře vyšší versus co je nižší. Osoba je povzbuzována k tomu, aby dále prozkoumávala svou hodnotovou strukturu, zejména jak se tato struktura vztahuje k zdůvodnění a opodstatnění jejích pozic. Nesrovnalosti mezi hodnotami a chováním jedince se zvýrazní. Název "autopsychoterapie" s předponou auto- (tj. sám, samo-) má zdůrazňovat důležitou roli, kterou musí jednotlivec sehrát ve svém vlastním terapeutickém procesu a v širším procesu rozvoje osobnosti. Jednotlivec musí dojít prozření, že je sám zodpovědný za určování či vytváření vlastního jedinečného ideálu osobnosti a vlastní jedinečné hodnotové struktury. To zahrnuje kritické posouzení společenských zvyklostí a hodnot, které jsou jen naučené.
Dąbrowski byl velmi znepokojen tím, co nazýval jednostranným rozvojem. V jednostranném rozvoji lidé vykazují významný pokročilý vývoj pouze v jednom aspektu jejich života, obvykle v tom intelektuálním. Dąbrowski věřil, že je velice důležité rozvoj vyvažovat, balancovat.

#### Nadměrná vzrušivost (overexcitaility)
Dąbrowski ve svém popisu nadměrné vzrušivosti zdůraznil dva hlavní aspekty: nadprůměrnou citlivost nervů (receptorů) a nadprůměrnou responzivitu nervů na stimuly. Dąbrowski vysvětloval anglický pojem overexcitability takto: „Předpona 'over' připojená k 'excitability' slouží k označení toho, že reakce excitace jsou nadprůměrné v intenzitě, trvání a frekvenci.“ Souhrnně řečeno, pokud má jedinec silnou nadměrnou vzrušivost, potřebuje méně podnětů k vyvolání reakce a tato reakce také bude silnější než u jedince, který nevykazuje nadměrnou vzrušivost. 
Dąbrowski klientům připomínal, že bez vnitřního neklidu je zde jen málo podnětů ke změně nebo růstu. Proto než aby se jím popsaný přístup snažil rychle zlepšit symptomy jedince, spíše jej povzbuzuje, aby plně prožil své pocity a pokusil se udržet pozitivní a vývojovou orientaci vůči tomu, co oni sami mohou vnímat jako silnou depresi nebo úzkost. Důraz je zde kladen na klientovo uvědomění, že může vědomě ovládat směr svého života a aplikovat to, co Dabrowski nazýval autopsychoterapií.

## Klíčové myšlenky
Teorie pozitivní dezintegrace je založena na klíčových myšlenkách, které lze shrnout takto:
- Nižší zvířecí instinkty (první faktor) musejí být potlačeny a přeměněny na „vyšší“ síly, aby se člověk mohl stát Člověkem. Tato schopnost transformovat instinkty je tím, co odděluje lidi od ostatních zvířat.
- Běžná počáteční integrace osoby, založená na socializaci (druhý faktor), neodráží skutečnou osobnost.
- Na počáteční úrovni integrace (úroveň I) dochází jen k malému vnitřnímu konfliktu, člověk takříkajíc „jde s davem“, je zde malý smysl pro individuální provinění. Vnější konflikty se často týkají překážek v jedincově sociálních cílech (např. kariérní frustrace). Společenské mravy a hodnoty převládají bez zpochybňování či vědomého zkoumání.
- Skutečná osobnost musí být založena na systému hodnot, které si člověk vědomě a vlastní vůlí zvolil tak, aby odrážely jeho vlastní individuální smysl pro to, „jaký by měl život být“, a jeho ideál osobnosti, tedy ideální osobu, o níž se domnívá, že by jí „měl být“. ".
- Nižší zvířecí instinkty na jedné straně a síly vrstevnických skupin a socializace na straně druhé jsou podřadné autonomnímu já (osobnost) vytvořenému uvědomělou osobou.
- K rozbití prvotní integrace (úroveň I) jsou potřeba různé krize a dezintegrace, obvykle poskytované životní zkušeností.
- Tyto dezintegrace jsou pozitivní, jestliže jedinec může dosáhnout pozitivních a vývojových řešení situace.
- „Jednoúrovňové krize“ nejsou vývojové, protože člověk si zde může vybírat pouze mezi rovnocennými alternativami (jít doleva nebo doprava).
- Nový typ vnímání zahrnuje „víceúrovňovost“. Jedná se o vertikální pohled na život, který porovnává nižší versus vyšší alternativy a nyní umožňuje jedinci vybrat si vyšší řešení krize oproti jiným dostupným, leč nižším alternativám – vývojové řešení.
- „Pozitivní dezintegrace“ je podstatný vývojový proces.
- Dąbrowski rozvinul myšlenku „vývojového potenciálu“, aby popsal síly potřebné k dosažení autonomního rozvoje osobnosti.
- Vývojový potenciál zahrnuje několik různých faktorů, mezi které patří vrozené schopnosti a talenty, nadměrná vzrušivost a tzv. třetí faktor.
- Nadměrná vzrušivost je měřítkem jedincovy úrovně nervové odezvy. Dąbrowski zjistil, že všechny osoby, které studoval, vykazovaly příliš citlivou nervovou soustavu, což je také činilo náchylnými k úzkosti, depresi a úzkosti – v Dąbrowskiho terminologii tyto psychické jevy nazývá "psychoneurózami" a za určitých okolností je považuje za velmi pozitivní vývojový rys.
- Třetí faktor je měřítkem jedincova pudu k autonomii.
- Dąbrowskiho přístup je filozoficky velmi zajímavý, lze jej částečně považovat za platónský. Odráží Platónovu náklonnost vůči esenci, podstatě – esence jednotlivce je kritickým determinantem ohledně jeho směru vývoje v životě. Dąbrowski však také přidal hlavní existenciální aspekt, a to z hlediska závislosti člověka na pociťovaných úzkostech a na tom, jak řeší každodenní výzvy, kterým čelí. Esence musí být realizována prostřednictvím existenciálního a zkušenostního procesu vývoje. V Dąbrowskiho dílech lze narazit na odkazy k předchůdcům existencialismu, Kierkegaardovi (odkazuje např. na jeho koncept "bázeň a chvění") a Nietzschemu. Také Kierkegaardovu charakteristiku „rytířů víry“ lze přirovnat k Dąbrowskiho autonomnímu jedinci.
- Dąbrowski přehodnotil roli logiky a uvažování ve vývoji a dospěl k závěru, že intelekt sám o sobě nepomáhá lidem plně poznat, co mají v životě dělat. Zahrnuje pohledy vývojového psychologa Jeana Piageta na vývoj do širšího schématu řízeného emocemi. Emoce (tj. jak se člověk cítí vůči něčemu) jsou přesnějším průvodcem v zásadních životních rozhodnutích.
- Když je dosaženo víceúrovňového a autonomního vývoje, dochází k sekundární integraci, která již odráží stav zralé osobnosti. Jedinec nemá žádný vnitřní konflikt, je ve vnitřní harmonii, protože jeho jednání odráží jeho hluboce pociťovanou hierarchii hodnot.
- Dąbrowski odmítl popis sebeaktualiazce psychologa Abrahama Maslowa, kterým byl jeho osobním přítelem a dopisovatelem. Podle Dąbrowskiho není aktualizace nediferencovaného lidského já výsledkem vývoje. Dąbrowski aplikoval víceúrovňový (vertikální) přístup k já a spatřoval potřebu uvědomit si, omezit a odmítnout nižší instinktivní aspekty vnitřního lidského já (aspekty, které by podle Maslowa lidé „přijali bez viny“) a aktivně si vybrat a sestavit vyšší prvky do nového jedinečného já. Dąbrowski vedl lidi, aby rozlišovali v počátečním já vyšší a nižší aspekty a aby odmítli to nižší a naopak aktualizovali to vyšší při vytváření svých jedinečných osobností.

## Sekundární integrace versus Maslowova sebeaktualizace
Lidé často kladou rovnítko mezi Maslowův koncept sebeaktualiace a Dąbrowskiho úroveň sekundární integrace (úroveň V). Mezi těmito dvěma koncepty je však několik zásadních rozdílů. Maslow v zásadě popsal sebeaktualizaci jako proces, kdy je já přijímáno „tak, jak je“, tudíž se aktualizují vyšší i nižší aspekty já. Podle Maslowa zahrnuje sebeaktualizace následující: „být vším, čím jedinec může být, a přijmout své hlubší já ve všech jeho aspektech“. Dąbrowski zavádí myšlenku, že ačkoli nižší aspekty mohou být zpočátku skutečně vlastní já jedince, jako lidské bytosti si můžeme uvědomit jejich nižší povahu. Lidé v sobě mohou rozvinout sebeuvědomění ohledně toho, jak se cítí ohledně těchto nízkých úrovních. Pokud se cítí špatně ohledně svého chování v těchto nižších způsobech, pak se mohou kognitivně a vlastní vůlí rozhodnout toto chování omezit a odstranit – Dąbrowski to nazývá formováním osobnosti (personality shaping).  Tímto způsobem jsou vyšší aspekty já aktualizovány, zatímco nižší aspekty jsou potlačeny. Právě to je pro Dąbrowskiho to, co je na lidech jedinečné a co je odlišuje od ostatních zvířat – žádné jiné zvíře není schopno rozlišit své nižší instinkty a tudíž nemůže potlačit ani své živočišné impulzy. To je myšlenka, jež je například vyjádřena i v Plessnerově excentričnosti .

## Výzkum
Posledních 40 let se úsilí o měření Dabrowskiových konstruktů omezovalo jen na jeho koncept nadměrné vzrušivosti. Nejznámějším nástrojem na měření tohoto důležitého faktoru v rámci vývojového potenciálu je dotazník Overexcitability Questionnaire—Two.

## Původ teorie
Dabrowskiho pohled na svět nepochybně ovlivnily jeho vlastní životní zkušenosti. Už jako teenager byl za první světové války svědkem velké bitvy poblíž své vesnice. Procházel se mezi těly mrtvých vojáků a později vzpomínal na to, jak se výrazy jejich tváří velice odlišovaly. Některé vyjadřovaly strach, někteří hrůzu, zatímco jiné zase vypadaly klidně a smířeně. Během 2. světové války byl zase Dabrowski několikrát vězněn nacistickou policií a jeho žena musela zaplatit výkupné, aby byl propuštěn. Někdy na přelomu 40. a 50. let byl Dabrowski i se svou ženou asi na 18 měsíců uvězněn za to, že v Polsku zřídil Institut pro duševní hygienu inspirovaný jeho studijním pobytem v USA, resp. "škodlivou západní ideologií". Dabrowski řekl, že svou teorii napsal, aby zapouzdřil jak nejnižší lidské chování, kterého byl svědkem během války, tak i ty nejvyšší činy sebeobětování. Tvrdil, že žádná jiná psychologická teorie dosud nezachytila tak širokou škálu lidského chování. Po propuštění z komunistického vězení bylo jeho chování pečlivě sledováno polskými úřady přinejmenším do raných 60. let. Roku 1965 si vytvořil zázemí v Edmontonu a další zbytek života již trávil střídavě v Kanadě a Polsku. Zemřel roku 1980 ve Varšavě.

## Hlavní teoretická díla v angličtině a polštině
- O dezintegracji pozytywnej (1964)
- Positive Disintegration (1964)
- Personality-Shaping through Positive Disintegration (1967)
- Mental Growth through Positive Disintegration (1970)
- Psychoneurosis Is Not an Illness (1972)
- The Dynamics of Concepts (1973)
- Trud istnienia (1975)
- Dezintegracja pozytywna (1979)
- W poszukiwaniu zdrowia psychicznego (1989)